# Норквист, Дэвид
Дэвид Л. Норквист (англ. David L. Norquist, род. 24 ноября 1966, Конкорд, Массачусетс, США) — американский государственный служащий, заместитель министра обороны США (2019—2021). Исполняющий обязанности министра обороны США в администрации Джо Байдена до утверждения Сенатом кандидатуры Ллойда Остина.

## Биография
Окончил Мичиганский университет (1989) и Джорджтаунский университет (1995). Брат консервативного политического активиста Гровера Норквиста.
С 1989 по 1997 год работал в минобороны США. В 1997 году стал штатным сотрудником подкомитета по обороне в комитете Палаты представителей по бюджетным ассигнованиям. В 2002 году вернулся на работу в министерство обороны. В 2006 году был предложен президентом Джорджем Бушем-младшим и утверждён Сенатом в качестве заместителя министра внутренней безопасности по финансовым вопросам. Покинул этот пост после победы Барака Обамы на президентских выборах 2008 года и стал партнёром бухгалтерской фирмы Kearney and Company.
20 марта 2017 года президент Дональд Трамп объявил о намерении назначить Норквиста на должность заместителя министра обороны по финансовым вопросам. 25 мая Сенат единогласно одобрил его кандидатуру. После отставки Джеймса Мэттиса с поста министра обороны в декабре 2018 года его обязанности стал исполнять замминистра Патрик Шэнахэн, а исполняющим обязанности Шэнахэна стал Норквист. 30 июля 2019 года Сенат проголосовал за назначение Норквиста заместителем министра обороны.